# Deutsche Eishockey Liga
Die Deutsche Eishockey Liga (DEL) (aufgrund eines Sponsorings offiziell PENNY DEL) ist die höchste Spielklasse im deutschen Eishockey. Bei ihrer Gründung 1994 war sie die erste deutsche Profiliga, deren Spielbetrieb von einer Betriebsgesellschaft durchgeführt wurde und deren Clubs ihre Profimannschaften in Kapitalgesellschaften auslagerten. Die DEL Betriebsgesellschaft mbH ist heute rechtlich, wirtschaftlich und organisatorisch selbständig und ein Zusammenschluss der DEL-Clubs. Vorgängerliga war die zwischen 1958 und 1994 bestehende Eishockey-Bundesliga. Rekordmeister der DEL sind die Eisbären Berlin mit elf deutschen Meisterschaften. Die Geschäftsstelle der DEL, das sogenannte Ligabüro, befindet sich in Neuss.
Die DEL war die erste Sportliga in Deutschland, die als Kapitalgesellschaft organisiert wurde. Dem Beispiel der DEL folgten später alle größeren deutschen Sportligen etwa mit der Gründung der Basketball-Bundesliga GmbH 1996, der DFL Deutsche Fußball Liga GmbH 2000 oder der Handball-Bundesliga GmbH 2004.
In der Spielzeit 2023/24 konnte ein neuer europäischer Zuschauerrekord aufgestellt werden, als insgesamt 2,6 Millionen Zuschauer die 364 Partien in der Hauptrunde besuchten. Erstmals in der Geschichte kamen mehr als 7.000 Zuschauer pro Spiel (7.162). In den Playoffs waren es im Schnitt gar 7.931 Fans pro Begegnung.

## Geschichte

### Vorgeschichte
Im Dezember 1993 wurden die Pläne, eine neue Profiliga im deutschen Eishockey zu gründen, offiziell. Der Vorsitzende des DEB Ulf Jäkel, DEB-Sportdirektor Franz Reindl sowie die Vorstandsmitglieder Gottfried Neumann (Augsburg) und Wolfgang Bonenkamp (Düsseldorf) hatten hierfür Pläne ausgearbeitet. Dafür waren sie auf Erkundungstour in Nordamerika. Die National Hockey League sollte das sportliche, die International Hockey League, in der damals alle Clubs schwarze Zahlen schrieben, dagegen das wirtschaftliche Vorbild sein.
Die Entwürfe sahen unter anderem vor, den Auf- und Abstieg zur zweiten Liga abzuschaffen. Hinter der in den neunziger Jahren dominierenden und vier Mal in Folge Deutscher Meister (1990 bis 1993) gewordenen Düsseldorfer EG gab es drei bis vier Clubs, die ein finanzielles Risiko eingingen, um Anschluss an Düsseldorf zu finden. Der Rest litt unter massiven Finanzproblemen und kämpfte um die Existenz. Die zweite Bundesliga war in der Saison 1993/94 mit elf (statt, wie vorgesehen, zwölf) Vereinen an den Start gegangen, von denen sich zunächst der SV Bayreuth und später der SC Memmingen aus finanziellen Gründen vom laufenden Spielbetrieb zurückzog. Nach Saisonende gingen die bisherigen Zweitligisten ECD Sauerland und EHC Essen-West in Konkurs. Zwar wurde auch hier Profisport geboten (mit Ausnahme des EV Landsberg, dessen Spieler Halbprofis waren), doch in der Realität fehlte den Zweitligaklubs Publizität und damit Geld. Deshalb erhöhten praktisch alle Bundesliga-Vereine ihren Etat, um dem Abstieg zu entgehen. Innerhalb von zwei Jahren stieg der Etat der Erstligaclubs um 25 % auf zusammen 88,6 Millionen DM.
Da die Clubs ihre Kosten nicht decken konnten, griffen sie teilweise zu ungewöhnlichen Maßnahmen. Der Meister der letzten Bundesliga-Saison Hedos München gab Top-Spieler wie Georg Franz und Wally Schreiber, die zuvor auf 10 % ihres Gehalts verzichteten, ab. In Mannheim einigte man sich auf einen Gehaltsverzicht von 30 %. Zusammen hatten die Bundesliga-Vereine 50 Millionen DM Schulden. Deshalb planten die Verantwortlichen mit nur noch einer Profiliga.

### Gründung
Trotz Kritik der Vereine aus Mannheim, Berlin, Rosenheim und Krefeld stimmten Mitte Januar 20 der 21 verbliebenen Erst- und Zweitligaklubs für die Reform des Ligawesens. Unter dem Dach des DEB wurde die Betriebsgesellschaft „Deutsche Eishockey Liga GmbH“ gebildet. Die teilnehmenden Vereine gründeten Kapitalgesellschaften, denen durch den Beirat ein Mitspracherecht zugebilligt wurde. Voraussetzungen für die Mitgliedschaft in der DEL waren ein vernünftiges Entschuldungskonzept, eine Antrittsgebühr von 500.000 DM und ein abgesicherter Etat, der mindestens 4,5 Millionen DM betragen musste. Des Weiteren forderte die DEL ein ligataugliches Stadion und mindestens 15 vertraglich gebundene Profispieler. Es war den Kapitalgesellschaften vorgeschrieben, 10 % des Etats zurückzulegen und die Ligenleitung regelmäßig über die wirtschaftliche Situation zu informieren. Außerdem wurde ein zentraler Vermarkter für Trikots, Eis, Bande und Fernsehrechte beschlossen, der die wirtschaftlichen Disparitäten innerhalb der Liga schmälern sollte.
Die Geschäftsführung der neu gegründeten DEL-GmbH übernahmen Franz Reindl und der ehemalige Manager von Hedos München, Franz Hofherr, die sich auch für die Lizenzierung verantwortlich zeigten. Es bewarben sich alle Erstligisten, alle verbliebenen Zweitligisten außer dem EV Landsberg sowie der ETC Timmendorfer Strand und der ESC Wedemark aus der Oberliga Nord. Den beiden Oberligisten sowie dem EHC 80 Nürnberg, EC Ratingen, ES Weißwasser, BSC Preussen, Eisbären Berlin und auch dem amtierenden Meister EC Hedos München wurde die Lizenz vorerst verweigert. Bis auf die beiden Oberligisten erkämpften sich alle Vereine vor dem DEB-Schiedsgericht die Lizenz für die DEL. Dabei wiesen die Eisbären und Ratingen einen erheblichen Schuldenabbau und Weißwasser einen neuen Hauptsponsor, welcher 1,2 Millionen DM investieren wollte, vor. Als letzter Club bekam der deutsche Meister EC Hedos München, der unter dem Namen Maddogs München an den Start ging, kurz vor Ablauf der Lizenzierungsfrist die DEL-Lizenz. Am 20. Juni stand das 18 Mannschaften große Teilnehmerfeld schließlich.
Im Zuge der Mediatisierung nahm der Unterhaltungsfaktor für die Zuschauer zu, so wurden LED-Leinwände und teilweise Videowürfel installiert. Als Opening Face Off Music wird eine Remixversion des Sirtaki gespielt.

#### Gründungsmitglieder
| Name vor der DEL-Gründung | Name zur ersten DEL-Saison             | Heutiger Name             | Platzierung vor der Premierensaison | Heutige Liga |
| ------------------------- | -------------------------------------- | ------------------------- | ----------------------------------- | ------------ |
| Augsburger EV             | Augsburger EV                          | Augsburger Panther        | Meister 2. BL                       | DEL          |
| EHC Dynamo Berlin         | EHC Eisbären Berlin                    | EHC Eisbären Berlin       | Platz 10, 1. BL                     | DEL          |
| BSC Preussen Berlin       | BSC Preussen Berlin                    | –                         | Platz 4, 1. BL                      | –            |
| Düsseldorfer EG           | Düsseldorfer EG                        | Düsseldorfer EG           | Deutscher Vizemeister               | DEL2         |
| Frankfurter ESC           | Frankfurt Lions                        | Löwen Frankfurt           | Platz 4, 2. BL                      | DEL          |
| EC in Hannover            | EC in Hannover                         | Hannover Indians          | Platz 6, 2. BL                      | Oberliga     |
| EC Kassel                 | Kassel Huskies                         | EC Kassel Huskies         | Platz 2, 2. BL                      | DEL2         |
| ESV Kaufbeuren            | Kaufbeurer Adler                       | ESV Kaufbeuren            | Platz 8, 1. BL                      | DEL2         |
| Kölner EC                 | Kölner Haie                            | Kölner Haie               | Platz 3, 1. BL                      | DEL          |
| Krefelder EV              | Krefelder EV                           | Krefeld Pinguine          | Platz 5, 1. BL                      | DEL2         |
| EV Landshut               | EV Landshut                            | EV Landshut               | Platz 6, 1. BL                      | DEL2         |
| Mannheimer ERC            | Adler Mannheim                         | Adler Mannheim            | Platz 7, 1. BL                      | DEL          |
| EC Hedos München          | Maddogs München                        | —                         | Deutscher Meister                   | —            |
| EHC 80 Nürnberg           | EHC 80 Nürnberg                        | Nürnberg Ice Tigers       | Platz 3, 2. BL                      | DEL          |
| EC Ratingen               | EC Ratingen „Die Löwen“                | —                         | Platz 12, 1. BL                     | —            |
| Sportbund DJK Rosenheim   | Starbulls Rosenheim                    | Starbulls Rosenheim e. V. | Platz 9, 1. BL                      | DEL 2        |
| ES Weißwasser             | ESG Füchse Sachsen Weißwasser/Chemnitz | Lausitzer Füchse          | Platz 7, 2. BL                      | DEL2         |
| Schwenninger ERC          | Schwenninger ERC Wild Wings            | Schwenninger Wild Wings   | Platz 11, 1. BL                     | DEL          |

### Premierensaison
Das erste Spiel der Saison 1994/95 fand im ausverkauften Curt-Frenzel-Stadion zwischen den Augsburger Panthern und den Maddogs München statt, das München mit 6:1 gewann. Das erste Bully führten die Ehrengäste Bobby Hull und Paul Ambros aus. Auch die übrigen Spiele des ersten Spieltags waren gut besucht, insgesamt kamen 45.000 Zuschauer in die Hallen.
Nach dem erfolgreichen Start musste die DEL im Dezember 1995 einen Rückschlag hinnehmen: Der amtierende Meister aus München meldete Konkurs an. Der Zulassungsausschuss hatte den Maddogs die Lizenz unter Auflagen erteilt und Bürgschaften der Vorstandsmitglieder verlangt, die aber letztlich nicht werthaltig waren. Sportlich dagegen profitierte die DEL vom NHL-Lockout: Verschiedene NHL-Spieler wie Brendan Shanahan (Düsseldorf), Pawel Bure (Landshut), Scott Young (Landshut und Frankfurt), Robert Reichel (Frankfurt), Doug Weight (Rosenheim), Uwe Krupp (Landshut), Glenn Anderson (Augsburg) oder Vincent Damphousse (Ratingen) überbrückten den Lockout in der DEL. Schließlich konnten sich die Kölner Haie mit Trainer Bob Murdoch, der nach dem Konkurs aus München kam, in den Playoffs durchsetzen und wurden erster Meister der DEL.

### Nationale Eishockey-Liga und Trennung vom Verband
Am 18. Februar 1995 kam DEB-Präsident Ulf Jäkel seiner Abwahl zuvor und trat von seinem Posten zurück. Vor allem zwei Ungereimtheiten wurden ihm angekreidet: Eine Firma, an der Jäkel selbst beteiligt war, übernahm das Controlling in der DEL und ein anderes Unternehmen aus Jäkels Heimat Kaufbeuren kreierte das erste DEL-Logo. Jäkels Nachfolger Rainer Gossmann (Schatzmeister der Düsseldorfer EG) galt als Vertreter der DEL-Clubs. Trotzdem kam es zwischen ihm und Bernd Schäfer III, dem Wortführer der DEL-Clubs, in der Folge immer wieder zu Streitigkeiten. Der Streit zwischen den DEL-Klubs und dem DEB zog sich durch die Spielzeiten 1995/96 und 1996/97. Teilweise verweigerten die DEL-Clubs sogar die Abstellung von Spielern für Freundschaftsspiele der Nationalmannschaft. Schließlich kamen diverse Konstruktionsfehler bei der Gründung der DEL GmbH zu Tage. So hatte der DEB die Clubs der DEL ausgeschlossen, so dass der Spielbetrieb der DEL formal eine wilde Liga war. Zudem galt zwischen DEB und DEL-Clubs damit nicht mehr das Vereinsrecht, sondern das Unternehmensrecht. Die Vermarktungsrechte waren nicht klar geregelt. Die Streitigkeiten wurden teilweise vor den Schiedsgerichten ausgefochten und führten schließlich dazu, dass der Franchise-Vertrag der DEL GmbH für ungültig erklärt wurde.
Im Sommer 1995 gründeten die DEL-Clubs schließlich die Nationale Eishockey-Liga (NEL) als vom Verband unabhängige Liga. Erst durch Einschalten des Weltverbandes IIHF wurde der Start der NEL verhindert. Am 10. März 1997 gründeten die DEL-Clubs dann erneut eine eigenständige Ligagesellschaft, die Deutsche Eishockey Liga Betriebsgesellschaft mbH. Diesmal sorgte die IIHF dafür, dass der DEB im Hinblick auf die Eigenständigkeit der DEL einlenken musste. Das Verhältnis von DEL und DEB als Dachverband wurde in einem ersten Kooperationsvertrag festgeschrieben. Bernd Schäfer III wurde Comissioner der DEL. Er nutzte die Konkurrenzsituation zwischen dem bisherigen TV-Partner Premiere und dem neuen Sender DF1 von Leo Kirch und schloss einen hochdotierten neuen Fernsehvertrag für die DEL ab.

### Die Bosman-Entscheidung und ihre Folgen
Parallel zum Streit DEB-DEL veränderte die Bosman-Entscheidung des Europäischen Gerichtshofs vom 15. Dezember 1995 die DEL grundlegend. Spieler aus EU-Staaten fielen nun nach dem Bosman-Urteil nicht mehr unter das drei Spieler umfassende Ausländerkontingent. Vor allem die späteren Playoff-Finalisten aus Köln und Düsseldorf verstärkten ihre Kader. Im Finale der Playoffs 1996 setzten sich die Düsseldorfer im Rhein-Derby nach vier Spielen gegen die Haie durch. In der Folgesaison wurde die Bosman-Entscheidung ein entscheidender Faktor für die Kader-Zusammenstellung. Die Vereine konnten dadurch, dass die deutschen Spieler jetzt Konkurrenz aus der ganzen EU hatten, ihre Personalkosten deutlich senken. In der Saison 1996/97 spielten 97 EU-Ausländer in der DEL. Die häufigen Spielerwechsel, auch während der Saison, führten auf der anderen Seite aber auch zu einem Zuschauerrückgang. Die Bosman-Entscheidung war vor allem eine Chance für die kleineren Vereine. So stießen die Kassel Huskies und die Eisbären Berlin in dieser Saison in die Ligenspitze vor, während der deutsche Meister aus Düsseldorf die Playoffs, die zum ersten Mal mit dem Viertelfinale (vorher: Achtelfinale) begannen, verpasste. Das Überraschungsteam der Saison waren die Kassel Huskies, die sich bis ins Finale vorkämpften und gegen die Adler Mannheim scheiterten. Deren Manager Marcus Kuhl und Trainer Lance Nethery holten Spieler aus weniger starken Eishockey-Nationen (Italien, Frankreich, Österreich), die sich in der DEL beweisen wollten, und schlossen die Hauptrunde als Erster ab.

### Dominanz der Adler
In den kommenden Jahren dominierten weiterhin die Adler Mannheim die Liga, die in ruhigerem Fahrwasser als noch ein Jahr zuvor fuhr. Die Mannheimer Dominanz war erst 1999/2000 durch das Viertelfinal-Aus gegen die Kassel Huskies beendet. Erfolgstrainer Lance Nethery wechselte vor der Saison zu den Kölner Haien und führte diese sogleich ins Finale, in welchem sie gegen die München Barons von US-Milliardär Philip Anschutz aber verloren. Anschutz übernahm vor der Saison nach Werbung von Bernd Schäfer III die Lizenz der finanziell geschwächten Landshut Cannibals und zog nach München. 2001 gewannen wieder die Adler das Finale um die deutsche Meisterschaft gegen den Titelverteidiger aus München.
In der Saison 2001/02 wurde das seit Gründung der DEL verfolgte Ziel erstmals erreicht, dass ihr in beiden Spielzeiten exakt dieselben Mannschaften angehörten. Hierfür war ein hoher finanzieller Aufwand erforderlich: Die Berlin Capitals hatten kurz vor Saisonbeginn aufgrund von Lizenz- und finanziellen Probleme zunächst nur neun Spieler im Kader, sodass sie mit einer Geldstrafe über 100.000 Euro und sechs Minuspunkten belegt wurden. In Schwenningen und Essen sicherten Fans mit Spenden den Fortbestand des DEL-Eishockeys an ihren Orten. Nach einer durchwachsenen Hauptrunde mitsamt Trainerwechsel wurde der Sechste, die Kölner Haie, 2002 nach den Playoffs noch deutscher Meister. Rich Chernomaz besiegte mit seiner Mannschaft das Überraschungsteam aus Krefeld, den Angstgegner München und den Etat-Krösus Mannheim im Finale. Auch 2002/03 holte der Tabellensechste noch den Meistertitel. Die Krefeld Pinguine waren am Ende das beste der auf 14 Teams verkleinerten Liga. Die Hamburg Freezers, ehemals München Barons, erreichten die Playoffs erst drei Minuten vor Ende des letzten Spieltags durch einen Ausgleichs-Treffer von Ted Drury gegen die Frankfurt Lions und schoben sich am zweiten Überraschungsteam der Saison, den Iserlohn Roosters, vorbei, die gegen Krefeld zeitgleich 8:1 gewannen. Frankfurt unterlag in den Play-downs gegen das abgeschlagene Schlusslicht Schwenningen noch mit 2:4 nach Spielen. Durch die Insolvenz der Wild Wings verblieben sie aber in der DEL.
Eine Saison danach feierten die Frankfurt Lions schon die Meisterschaft. Berlin war nach der Hauptrunde souverän Erster, unterlag aber den Lions (Vorrundenfünfter) im Finale. Das junge Nürnberger Team belegte nach der Hauptrunde Platz zwei und schied dann schon im Viertelfinale aus.

### Die Ära der Multifunktionsarenen
|  | Stadion Eröffnung                             | Heimverein                                     | Kapazität |
|  | --------------------------------------------- | ---------------------------------------------- | --------- |
|  | Lanxess Arena 17. Oktober 1998                | Kölner Haie                                    | 18.600    |
|  | Mercedes-Benz Arena 10. September 2008        | Eisbären Berlin                                | 14.200    |
|  | SAP-Arena 2. September 2005                   | Adler Mannheim                                 | 13.600    |
|  | ISS Dome 2. September 2006                    | Düsseldorfer EG (bis 2012 als DEG Metro Stars) | 13.400    |
|  | Barclays Arena 8. November 2002               | Hamburg Freezers                               | 12.947    |
|  | Arena Nürnberger Versicherung 1. Februar 2001 | Nürnberg Ice Tigers                            | 8.228     |
|  | Königpalast 4. Dezember 2004                  | Krefeld Pinguine                               | 8.029     |
|  | Saturn-Arena 3. Oktober 2003                  | ERC Ingolstadt                                 | 4.681     |

Mit den Revierlöwen Oberhausen ging 1997/98 die erste Mannschaft den Schritt in eine neue Ära in der DEL. So zog das Team in eine Multifunktionsarena, die Arena Oberhausen. Diese Arenen zeichnen sich dadurch aus, dass sie innerhalb kurzer Zeit einem Nutzungswandel unterzogen werden und demnach unterschiedliche Funktionen annehmen können, welches die Wirtschaftlichkeit dieser Spielstätten erhöht.
Weitere Clubs folgten diesem Modell und bezogen ebenfalls moderne Großarenen. Die Kölner Haie zogen 1998 in die Kölnarena – die heutige Lanxess Arena – und besaßen damit die größte Arena aller DEL-Vereine, während die Stadt Nürnberg im Jahr 2001 mit dem Bau der Arena Nürnberger Versicherung eine neue Heimstätte für die Ice Tigers errichtete. In Hannover wurde anlässlich der EXPO 2000 die Preussag Arena eröffnet, in der die Hannover Scorpions von 2001 bis 2004 einen Teil ihrer Heimspiele austrugen. Die Arena wurde ab Februar 2004 endgültig zur Heimspielstätte der Hannover Scorpions und im Jahr 2005 erfolgte die Umbenennung in TUI Arena. Diese drei Arenen bildeten gleichsam das Zentrum der Eishockey-Weltmeisterschaft 2001 in Deutschland als Spielstätten.
In Hamburg eröffnete 2002 der finnische Unternehmer Harry Harkimo die Color Line Arena, die München Barons vom Teameigner Philip F. Anschutz, der in München keine neue Halle für sein Team genehmigt bekam und deshalb mit Harkimo kooperierte, zogen nach Hamburg, wurden zu den Hamburg Freezers und so Hauptmieter der Color Line Arena. Am 2. September 2005 erfolgte die Eröffnung der SAP-Arena in Mannheim, die den Adler Mannheim als Ersatz für das mittlerweile marode Eisstadion am Friedrichspark diente. Mit der Einweihung des Düsseldorfer ISS-Domes am 2. September 2006 nutzte mittlerweile die fünfte DEL-Mannschaft eine Multifunktionsarena mit einer Kapazität von mindestens 10.000 Zuschauern als Heimspielstätte.
Als nächstes Projekt ließ Anschutz in Berlin die O2 World Berlin, die neue Heimat für die Eisbären, mit 14.200 Plätzen errichten, welche damit seit 2008 die zweitgrößte Arena der Deutschen Eishockey Liga ist. Somit spielen mittlerweile acht der 16 Teams aus der höchsten deutschen Eishockeyliga in einer Multifunktionsarena.
Der Umzug in diese Arenen wirkte sich ebenfalls positiv auf die Zuschauerentwicklung der Liga aus. So wuchs der Besucherschnitt aus der Saison 1999/2000 von 4.414 Zuschauern im Laufe der nächsten Jahre auf rund 6.000 Zuschauer an, welcher sich in den letzten Jahren auf diesen Schnitt stabilisierte. Im europäischen Vergleich belegte die Liga im Jahr 2012 hinter der Schweizer National League A und der schwedischen Elitserien und noch vor der Kontinentalen Hockey-Liga den dritten Platz.
Darüber hinaus waren die Lanxess Arena und die SAP-Arena Austragungsstätten bei der Eishockey-Weltmeisterschaft 2010.
Die DEL konnte nach der Hauptrunde 2018/19 einen Zuschauerschnitt von 6.215 Zuschauern generieren und lag damit europaweit auf Rang drei hinter der KHL (6.397) und der NL (6.949) und vor der SHL (5.828).

### NHL-Glanz in deutschen Hallen

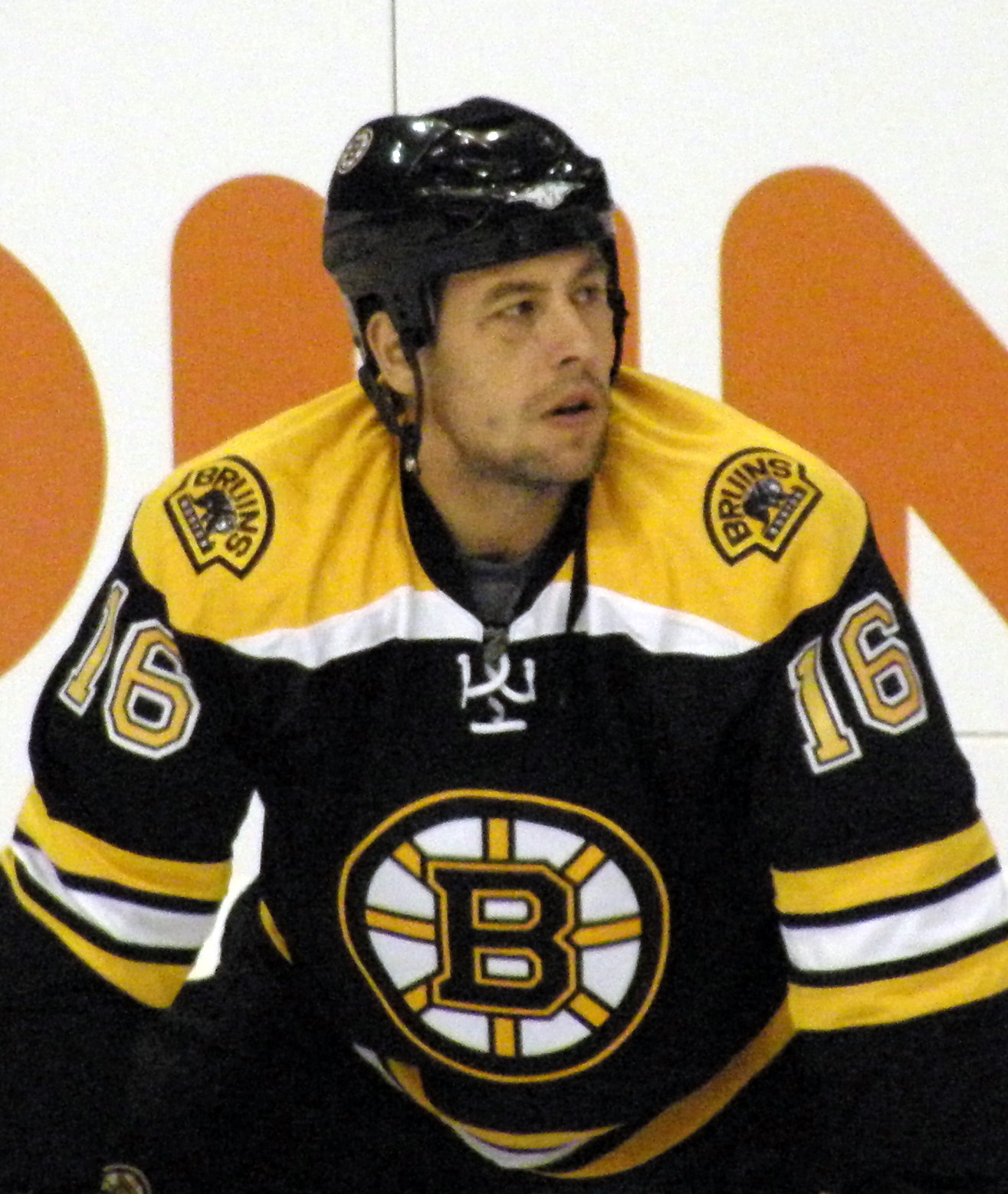
Marco Sturm spielte während des NHL-Lockouts 2004/05 für den ERC Ingolstadt

Zehn Jahre nach dem ersten Lockout wurden die NHL-Spieler 2004 erneut von ihrer Liga ausgesperrt. Diese traten daraufhin in den Streik, den einige Spieler in der DEL überbrückten. Die Iserlohn Roosters machten mit der Verpflichtung von Mike York den Anfang und auch die Nationalspieler Marco Sturm, Jochen Hecht und Olaf Kölzig spielten in der DEL. Vor allem der ERC Ingolstadt und die Adler Mannheim profitierten vom Lockout, indem sie vier respektive fünf NHL-Spieler lizenzierten. Der Meister aus Frankfurt sicherte sich zu Saisonbeginn die Dienste von Stéphane Robidas und verpflichteten während des Jahres zudem Doug Weight. Beide hatten entscheidenden Anteil daran, dass die Lions die Hauptrunde als Erste abschlossen. Jochen Hecht wurde Topscorer der Playoffs und NHL-Vertreter Erik Cole von den Eisbären Berlin wurde zum wertvollsten Spieler der Playoffs gewählt. Cole gewann mit den Eisbären auch den Meistertitel.

### Einsatz von Profischiedsrichtern
Für Diskussionen sorgte in der Spielzeit 2005/06 die Verpflichtung des Profi-Schiedsrichters Rick Looker aus den USA. Er war der erste ausländische Unparteiische in der DEL und galt gleichzeitig aber auch als einer der umstrittensten Schiedsrichter unter den DEL-Vereinen. Nach der Saison 2009/10 beendete Looker sein Engagement in der DEL. Zur Saison 2006/07 waren Looker mit Frank Awizus und Daniel Piechaczek weitere Profi-Schiedsrichter zur Seite gestellt. Awizus beendete später seine Karriere aus gesundheitlichen Gründen. Am 1. Januar 2009 erhielt Georg Jablukov einen Vertrag als Profi-Schiedsrichter in der DEL.
2011 wurde der vorherige Eishockeynationalspieler Lars Brüggemann Profischiedsrichter der DEL und war zu diesem Zeitpunkt der dritte Vertragsschiedsrichter.

### DEL2 und COVID-19-Pandemie
Im Kooperationsvertrag zwischen DEB und DEL von 2006 wurde der Abstieg aus der DEL abgeschafft. Der Aufstieg in die DEL war für den Meister der 2. Bundesliga bis zur Gesamtzahl von 16 Mannschaften möglich, insofern wirtschaftliche Voraussetzungen und ein 9000-Punkte-Plan für Infrastruktur erfüllt wurde. Im Kooperationsvertrag von 2011 war der Aufstieg in die DEL dagegen nicht mehr vorgesehen. Die ESBG, Ligagesellschaft der 2. Bundesliga, hatte sich aus den Verhandlungen zurückgezogen, DEB-Präsident Uwe Harnos jedoch für die ESBG überraschend dem Vertrag trotzdem zugestimmt. 2012 kündigte die ESBG ihren Kooperationsvertrag mit dem DEB und wurde 2013 wie zuvor die DEL zur eigenständigen Liga. Sie kooperierte jedoch mit der DEL und die zweite Liga nahm den Namen DEL2 an.
Unter dem 2014 gewählten DEB-Präsidenten wurde das Verhältnis zwischen DEB, DEL und DEL2 neu geregelt. Insbesondere wurden die Clubs der DEL und DEL2 wieder Mitglied im DEB. Unter sanftem Druck Reindls einigten sich DEL und DEL2 auf einen Fahrplan zur Wiedereinführung des Auf- und Abstiegs. Die entsprechenden Voraussetzungen wurden von Seiten der DEL2 jedoch zwei Jahre in Folge nicht erfüllt und waren auch 2018 umstritten. Schließlich einigten sich die beiden Ligen aber auf die Wiedereinführung des Auf- und Abstiegs ab der Saison 2020/21.
Am 10. März 2020 teilte die Deutsche Eishockey Liga mit, die Saison 2019/20 aufgrund der COVID-19-Pandemie vorzeitig zu beenden. Da mit dem Saisonende auch keine Playoffs mehr möglich waren, gab es keinen Meister in der Saison 2019/20. Es war die erste Saison der DEL, in der es keinen Meister gab. Auch die DEL2 beendete ihre Saison vorzeitig nach den Pre-Playoffs. Die Saison 2020/21 startete erst am 17. Dezember 2020 und wurde komplett ohne Zuschauer ausgetragen.
Die Saison 2020/21 brachte zudem zwei Neuerungen: Zum einen konnte die Liga mit dem Discounter Penny erstmals einen Namenssponsor präsentieren und firmiert seitdem unter dem Namen PENNY DEL. Zum anderen gab es erstmals seit 2011 wieder die Möglichkeit eines sportlichen Aufstiegs für den Meister der DEL2, die Meisterschaft sicherten sich die Bietigheim Steelers. Der Abstieg aus der DEL wurde aufgrund der COVID-19-Pandemie jedoch ausgesetzt, die Liga spielte daher in der Saison 2021/22 mit 15 Mannschaften. Auch diese Saison wurde von der Pandemie beeinträchtigt: Spiele fielen aus oder wurden von Mannschaften mit Rumpfkadern bestritten. Mit den Krefeld Pinguinen gab es am Ende der Saison den ersten sportlichen Absteiger seit 16 Jahren. Mit dem Aufsteiger Löwen Frankfurt wird die DEL 2022/23 erneut mit 15 Mannschaften ausgetragen, Zur Saison 2023/24 wurde das Teilnehmerfeld wieder auf 14 Mannschaften verringert. Während dieser, nach der tödlichen Verletzung des Eishockeyspielers Adam Johnson in der EIHL, beschloss die DEL das Tragen eines Halsschutzes zur Regel bzw. Pflicht zu machen.

## Modus und Starterfeld
Legende:

↓ Abstieg

→ Lizenzkauf/-verkauf/Umzug
In ihren ersten beiden Jahren spielten 18 Mannschaften in der DEL. Nach einer Vorrunde, in der jeder einmal in eigener Halle und einmal auswärts auf alle anderen Klubs traf, wurde die Liga 1994/95 in drei regionale Gruppen (West/Nord, Mitte, Süd) mit jeweils sechs Mannschaften unterteilt, die noch einmal eine Einfachrunde untereinander austrugen. Nach diesen 44 Spielen waren die ersten 16 Mannschaften der Tabelle für die Playoffs qualifiziert. Durch den vorzeitigen Rückzug der MadDogs München, die in der Saison 1996/97 vom SC Riessersee ersetzt wurden, waren die Eisbären Berlin das einzige Team, deren Saison nach der Hauptrunde beendet war.
In jener zweiten Spielzeit wurde wiederum zuerst eine Einfachrunde, in der jedes Team zweimal gegen jedes andere spielte, ausgetragen. Nach diesen 34 Spielen wurde die Liga nicht mehr nach regionalen Kriterien unterteilt, sondern es spielten die Teams, die auf den geraden Plätzen standen, untereinander eine Einfachrunde aus und die auf den ungeraden Plätzen ebenso. Danach begannen die Playoffs erneut mit dem Achtelfinale.
Zur Saison 1996/97 wurde die Liga um zwei Teams auf 16 Mannschaften verkleinert. Der SC Riessersee, EC Hannover und die Füchse Sachsen schieden aus der Liga aus und mit den Wedemark Scorpions wurde nur ein Nachrücker bestimmt. So wurde die Vorrunde, die erneut als Einfachrunde ausgetragen wurde, auf 30 Spiele verkürzt. Es folgte die Meisterrunde für die besten sechs Teams, in der die Playoff-Reihenfolge ausgespielt wurde, und die restlichen Mannschaften kämpften in der Qualifikationsrunde um die beiden anderen Endrunden-Plätze. Die Teams, die in der Qualifikationsrunde auf den Plätzen drei bis zehn standen, spielten in den Play-downs. Nach einem Viertel- und einem Halbfinale mussten die Verlierer in einer Relegationsrunde gegen die beiden besten Teams der zweithöchsten Spielklasse antreten. Die Playoffs begannen in dieser Spielzeit mit dem Viertelfinale.
Die Relegationsrunde wurde im Jahr danach direkt wieder abgeschafft. Stattdessen spielten die Top 8 der Qualifikationsrunde in Vor-Playoffs die übrigen beiden Endrunden-Teilnehmer aus. Kaufbeuren wurde während der Vorrunde die Lizenz entzogen, weshalb die Starbulls Rosenheim in der Qualifikationsrunde, nicht aber in den Vor-Playoffs vertreten waren.
Nach wiederum zwei Spielzeiten erfolgte 1998/99 die Verkleinerung der DEL auf 14 Mannschaften, da neben Kaufbeuren auch die Düsseldorfer EG freiwillig abstieg und damit einem Lizenzentzug zuvorkam. In dieser Saison wurde erstmals eine Doppelrunde ausgetragen, so dass jedes Team jeweils zwei Heim- und Auswärtsspiele gegen alle anderen DEL-Klubs hatte. Diesmal schlossen sich direkt Playoffs, die mit dem Viertelfinale begannen, an.
Zur Saison 1999/2000 ergänzten die Moskitos Essen das Starterfeld der DEL. Am Modus änderte das nichts, da weiterhin eine Doppelrunde mit anschließenden Playoffs ausgetragen wurden. Eine Änderung erfuhren die Teams, die die Playoffs verpassten. Sie spielten eine Abstiegsrunde, deren Schlusslicht (Essen) absteigen sollte, aber dennoch in der Liga blieb. Stattdessen zogen sich die Starbulls Rosenheim wegen finanzieller Schwierigkeiten zurück. Ihre Lizenz wurde an die Iserlohn Roosters verkauft. Außerdem rückte die Düsseldorfer EG wieder in die DEL auf.
Deshalb bildete sich 2000/01 erneut eine 16er-Liga, die mit einer Doppelrunde (60 Spiele) in die Saison startete. Danach schloss sich direkt das Viertelfinale der Playoffs an. Mit demselben Starterfeld wurde die Saison 2001/02 ausgetragen. Der Modus wurde durch die Einführung von Play-downs zur Ermittlung eines Absteigers verändert. Als erste Mannschaft traf es die Berlin Capitals, die durch Aufsteiger ERC Ingolstadt ersetzt wurden.
2002/03 kehrte die DEL zu einer Liga mit 14 Mannschaften zurück, da den Moskitos Essen und den Revierlöwen Oberhausen die Lizenz entzogen wurde. Weiterhin folgten auf die Doppelrunde direkt die Playoffs mit dem Viertelfinale, was auch 2003/04 nicht verändert wurde. Auch die Play-downs wurden in beiden Spielzeiten ausgetragen. 2003 stiegen die Wölfe Freiburg aus der zweiten Liga auf und nahmen den Platz der Schwenninger Wild Wings (Lizenzentzug) ein. Direkt in ihrer ersten DEL-Spielzeit waren die Wölfe in den Play-downs unterlegen und mussten deshalb den Grizzly Adams Wolfsburg Platz machen. Diese hielten sich ein Jahr in Deutschlands höchster Spielklasse, bis ihnen die Lizenz entzogen wurde und die Füchse Duisburg aufstiegen. Der vorerst letzte sportliche Absteiger waren die Kassel Huskies, die 2006 die Play-downs verloren und von den Straubing Tigers ersetzt wurden. Der Playoff-Modus blieb unverändert.
In der Saison 2006/07 wurden die Pre-Playoffs eingeführt. Die ersten sechs Teams der Hauptrunde sind demnach direkt für die Playoffs qualifiziert. Die Mannschaften auf den Plätzen sieben bis zehn ermitteln in einer Qualifikationsrunde die beiden übrigen Playoff-Teilnehmer. Die Play-downs wurden abgeschafft.
Durch den Aufstieg der Grizzly Adams Wolfsburg 2007 sowie der Kassel Huskies 2008 wurde die Liga auf 16 Mannschaften aufgestockt. Die Anzahl der Spiele in der Hauptrunde wurde 2008/09 auf 52 Spiele je Mannschaft reduziert, dazu wurden die Clubs nach ihrer Platzierung im Vorjahr in vier Gruppen eingeteilt; innerhalb der Gruppen spielen die Mannschaften je einmal gegeneinander, sonst zweimal. Die geplante Einführung von Relegationsspielen mit der 2. Bundesliga wurde verschoben, da man sich mit der ESBG nicht auf einen gemeinsamen Modus einigen konnte.
Durch das Ausscheiden der Füchse Duisburg reduzierte sich die Teilnehmerzahl anschließend an die Saison 2008/09 auf 15 Mannschaften, die in der Saison 2009/10 eine Doppelrunde mit 56 Spielen austrugen. Die Saison 2010/11 wurde mit 14 Mannschaften (Ausscheiden der Frankfurt Lions und Kassel Huskies wegen Verweigerung der Lizenz aus wirtschaftlichen Gründen und Aufstieg des EHC München) und damit 52 Spielen in einer vollständigen Doppelrunde durchgeführt.
Im November 2009 einigten sich die DEL-Clubs darauf, alle Playoff-Runden mit Ausnahme der Qualifikation ab der Saison 2010/11 nach nordamerikanischem Vorbild im Modus „Best-of-Seven“ auszutragen. Zuvor waren je nach Runde unterschiedliche Modi zum Einsatz gekommen. Die Playoff-Qualifikation wird weiterhin im Best-of-Three-Modus ausgespielt. Im Juli 2010 wurde diese Neuregelung annulliert. Damit werden die Playoffs ab dem Viertelfinale im Modus „Best of Five“ ausgespielt. Zur Saison 2011/12 wurde der Modus für die Playoffs noch einmal geringfügig geändert. Das Viertelfinale wird nun im Modus „Best of Seven“ gespielt. Seit der Saison 2013/14 werden das Viertelfinale, das Halbfinale und das Finale der Playoffs im Modus „Best of Seven“ ausgetragen.
Die Saison 2020/21 wurde auf Grund der Covid-19-Pandemie verspätet und verkürzt ausgetragen. Die 14 Mannschaften spielten dabei in zwei regionalen Gruppen, die Pre-Playoffs entfielen. Die vorgesehene Einführung des Abstiegs wurde verschoben. Daher fand die Saison 2021/22 ausnahmsweise mit 15 Mannschaften statt. Erstmals seit 2006 wurden Absteiger ausgespielt.
| Saison    | Mannschaften | Hauptrunde                                                                         | Anzahl Spiele | Playoff-Teilnehmer | Abstiegsregelung                    |
| --------- | ------------ | ---------------------------------------------------------------------------------- | ------------- | ------------------ | ----------------------------------- |
| 1994/95   | 18           | Einfachrunde mit regionalen Gruppen                                                | 44            | 16                 | –                                   |
| 1995/96   | 18           | Eineinhalbfachrunde                                                                | 50            | 16                 | –                                   |
| 1996/97   | 16           | Einfachrunde, dann: Meisterrunde (6 Teams, 2×), Qualifikationsrunde (10 Teams, 1×) | 48/50         | 8                  | Play-down (8 Teams), Relegation     |
| 1997/98   | 16           | Einfachrunde, dann: Meisterrunde (6 Teams, 2×), Qualifikationsrunde (10 Teams, 1×) | 48/50         | 14                 | –                                   |
| 1998/99   | 14           | Doppelrunde                                                                        | 52            | 8                  | –                                   |
| 1999/2000 | 15           | Doppelrunde                                                                        | 56            | 8                  | Abstiegsrunde                       |
| 2000/01   | 16           | Doppelrunde                                                                        | 60            | 8                  | –                                   |
| 2001/02   | 16           | Doppelrunde                                                                        | 60            | 8                  | Play-down (2 Teams)                 |
| 2002/03   | 14           | Doppelrunde                                                                        | 52            | 8                  | Play-down (2 Teams)                 |
| 2003/04   | 14           | Doppelrunde                                                                        | 52            | 8                  | Play-down (2 Teams)                 |
| 2004/05   | 14           | Doppelrunde                                                                        | 52            | 8                  | Play-down (2 Teams)                 |
| 2005/06   | 14           | Doppelrunde                                                                        | 52            | 8                  | Play-down (2 Teams)                 |
| 2006/07   | 14           | Doppelrunde                                                                        | 52            | 10                 | –                                   |
| 2007/08   | 15           | Doppelrunde                                                                        | 56            | 10                 | –                                   |
| 2008/09   | 16           | 1,75-fach Runde                                                                    | 52            | 10                 | –                                   |
| 2009/10   | 15           | Doppelrunde                                                                        | 56            | 10                 | –                                   |
| 2010/11   | 14           | Doppelrunde                                                                        | 52            | 10                 | –                                   |
| 2011/12   | 14           | Doppelrunde                                                                        | 52            | 10                 | –                                   |
| 2012/13   | 14           | Doppelrunde                                                                        | 52            | 10                 | –                                   |
| 2013/14   | 14           | Doppelrunde                                                                        | 52            | 10                 | –                                   |
| 2014/15   | 14           | Doppelrunde                                                                        | 52            | 10                 | –                                   |
| 2015/16   | 14           | Doppelrunde                                                                        | 52            | 10                 | –                                   |
| 2016/17   | 14           | Doppelrunde                                                                        | 52            | 10                 | –                                   |
| 2017/18   | 14           | Doppelrunde                                                                        | 52            | 10                 | –                                   |
| 2018/19   | 14           | Doppelrunde                                                                        | 52            | 10                 | –                                   |
| 2019/20   | 14           | Doppelrunde                                                                        | 52            | 10                 | –                                   |
| 2020/21   | 14           | Einfachrunde mit regionalen Gruppen                                                | 38            | 8                  | ausgesetzt wegen COVID-19           |
| 2021/22   | 15           | Doppelrunde                                                                        | 56            | 10                 | Direkter Abstieg Hauptrundenletzter |
| 2022/23   | 15           | Doppelrunde                                                                        | 56            | 10                 | Direkter Abstieg Hauptrundenletzter |
| 2023/24   | 14           | Doppelrunde                                                                        | 52            | 10                 | Direkter Abstieg Hauptrundenletzter |
| 2024/25   | 14           | Doppelrunde                                                                        | 52            | 10                 | Direkter Abstieg Hauptrundenletzter |
| 2025/26   | 14           | Doppelrunde                                                                        | 52            | 10                 | Direkter Abstieg Hauptrundenletzter |

## Erfolgreiche Klubs

### Deutsche Meister
- 1994/95 Kölner Haie
- 1995/96 Düsseldorfer EG
- 1996/97 Adler Mannheim
- 1997/98 Adler Mannheim
- 1998/99 Adler Mannheim
- 1999/00 München Barons
- 2000/01 Adler Mannheim
- 2001/02 Kölner Haie
- 2002/03 Krefeld Pinguine
- 2003/04 Frankfurt Lions
- 2004/05 Eisbären Berlin
- 2005/06 Eisbären Berlin
- 2006/07 Adler Mannheim
- 2007/08 Eisbären Berlin
- 2008/09 Eisbären Berlin
- 2009/10 Hannover Scorpions
- 2010/11 Eisbären Berlin
- 2011/12 Eisbären Berlin
- 2012/13 Eisbären Berlin
- 2013/14 ERC Ingolstadt
- 2014/15 Adler Mannheim
- 2015/16 EHC Red Bull München
- 2016/17 EHC Red Bull München
- 2017/18 EHC Red Bull München
- 2018/19 Adler Mannheim
- 2019/20 Meisterschaft nicht beendet
- 2020/21 Eisbären Berlin
- 2021/22 Eisbären Berlin
- 2022/23 EHC Red Bull München
- 2023/24 Eisbären Berlin
- 2024/25 Eisbären Berlin
- 2025/26

Siehe auch:  Deutscher Meister (Eishockey)

### Meisterstatistik
| Verein               | Titel | Jahr                                                             |
| -------------------- | ----- | ---------------------------------------------------------------- |
| Eisbären Berlin      | 11    | 2005, 2006, 2008, 2009, 2011, 2012, 2013, 2021, 2022, 2024, 2025 |
| Adler Mannheim       | 7     | 1997, 1998, 1999, 2001, 2007, 2015, 2019                         |
| EHC Red Bull München | 4     | 2016, 2017, 2018, 2023                                           |
| Kölner Haie          | 2     | 1995, 2002                                                       |
| ERC Ingolstadt       | 1     | 2014                                                             |
| Hannover Scorpions   | 1     | 2010                                                             |
| Frankfurt Lions      | 1     | 2004                                                             |
| Krefeld Pinguine     | 1     | 2003                                                             |
| München Barons       | 1     | 2000                                                             |
| Düsseldorfer EG      | 1     | 1996                                                             |

### Ewige Tabelle
Die Ewige Tabelle wird nach Punkten von Adler Mannheim angeführt. Für die Tabelle werden nur Spiele der regulären Saison berücksichtigt. Die DEL-Vereine der Saison 2024/25 sind  gelb unterlegt.

| Pl                             | Verein                                           | Sz | Sp   | S   | U  | N   | T    | GT   | Td   | Pkt  | Titel | Jahre                |
| ------------------------------ | ------------------------------------------------ | -- | ---- | --- | -- | --- | ---- | ---- | ---- | ---- | ----- | -------------------- |
| 01.                            | Adler Mannheim                                   | 31 | 1616 | 967 | 21 | 628 | 5206 | 4327 | +879 | 2778 | 7     | seit 1994            |
| 02.                            | Eisbären Berlin                                  | 31 | 1617 | 901 | 15 | 701 | 5370 | 4807 | +563 | 2654 | 11    | seit 1994            |
| 03.                            | Kölner Haie                                      | 31 | 1618 | 883 | 14 | 721 | 5152 | 4457 | +695 | 2582 | 2     | seit 1994            |
| 04.                            | Nürnberg Ice Tigers                              | 31 | 1610 | 821 | 27 | 762 | 4954 | 4824 | +130 | 2443 | 0     | seit 1994            |
| 05.                            | Düsseldorfer EG                                  | 29 | 1508 | 775 | 11 | 722 | 4413 | 4302 | +111 | 2193 | 1     | 1994–1998, 2000–2025 |
| 06.                            | Augsburger Panther                               | 31 | 1608 | 699 | 20 | 889 | 4706 | 5345 | -639 | 2047 | 0     | seit 1994            |
| 07.                            | Krefeld Pinguine                                 | 28 | 1452 | 695 | 16 | 741 | 4416 | 4501 | -85  | 1991 | 1     | 1994–2022            |
| 08.                            | ERC Ingolstadt                                   | 23 | 1197 | 645 | 0  | 552 | 3665 | 3365 | +300 | 1934 | 1     | seit 2002            |
| 09.                            | Iserlohn Roosters                                | 25 | 1315 | 562 | 0  | 753 | 3731 | 4179 | -448 | 1715 | 0     | seit 2000            |
| 10.                            | Grizzlys Wolfsburg                               | 19 | 990  | 507 | 0  | 483 | 2907 | 2735 | +172 | 1522 | 0     | 2004/05, seit 2007   |
| 11.                            | Löwen Frankfurt / Frankfurt Lions                | 19 | 1002 | 501 | 20 | 481 | 3103 | 3042 | +61  | 1431 | 1     | 1994–2010, seit 2022 |
| 12.                            | EHC Red Bull München                             | 15 | 774  | 466 | 0  | 308 | 2499 | 1988 | +511 | 1403 | 4     | seit 2010            |
| 13.                            | Straubing Tigers                                 | 19 | 987  | 461 | 0  | 526 | 2810 | 3024 | -214 | 1375 | 0     | seit 2006            |
| 14.                            | Schwenninger Wild Wings                          | 21 | 1083 | 438 | 19 | 626 | 3077 | 3514 | -437 | 1259 | 0     | 1994–2003, seit 2013 |
| 15.                            | Hannover Scorpions                               | 17 | 900  | 408 | 7  | 485 | 2688 | 2926 | -238 | 1231 | 1     | 1996–2013            |
| 16.                            | Hamburg Freezers                                 | 14 | 736  | 382 | 0  | 354 | 2172 | 2107 | +65  | 1147 | 0     | 2002–2016            |
| 17.                            | Kassel Huskies                                   | 14 | 732  | 337 | 23 | 372 | 2099 | 2195 | -96  | 960  | 0     | 1994–2006, 2008–2010 |
| 18.                            | Fischtown Pinguins Bremerhaven                   | 9  | 461  | 248 | 0  | 213 | 1379 | 1262 | +117 | 747  | 0     | seit 2016            |
| 19.                            | BSC Preussen / Preussen Devils / Berlin Capitals | 8  | 416  | 216 | 20 | 180 | 1433 | 1257 | +176 | 573  | 0     | 1994–2002            |
| 20.                            | EV Landshut                                      | 5  | 242  | 152 | 11 | 79  | 922  | 605  | +317 | 352  | 0     | 1994–1999            |
| 21.                            | München Barons                                   | 3  | 176  | 112 | 0  | 64  | 560  | 446  | +114 | 331  | 1     | 1999–2002            |
| 22.                            | Revierlöwen Oberhausen                           | 5  | 272  | 103 | 4  | 165 | 776  | 977  | -201 | 289  | 0     | 1997–2002            |
| 23.                            | Star Bulls Rosenheim                             | 6  | 296  | 107 | 18 | 171 | 902  | 1146 | -244 | 284  | 0     | 1994–2000            |
| 24.                            | Moskitos Essen                                   | 3  | 176  | 59  | 0  | 117 | 464  | 650  | -186 | 180  | 0     | 1999–2002            |
| 25.                            | Duisburger Füchse                                | 4  | 212  | 58  | 0  | 154 | 509  | 847  | -338 | 171  | 0     | 2005–2009            |
| 26.                            | Bietigheim Steelers                              | 2  | 112  | 38  | 0  | 74  | 280  | 432  | -152 | 139  | 0     | 2021–2023            |
| 27.                            | Kaufbeurer Adler                                 | 3  | 142  | 42  | 16 | 84  | 449  | 661  | -212 | 108  | 0     | 1994–1997            |
| 28.                            | Ratinger Löwen                                   | 3  | 142  | 39  | 10 | 93  | 419  | 628  | -186 | 94   | 0     | 1994–1997            |
| 29.                            | EC in Hannover                                   | 2  | 94   | 25  | 8  | 61  | 258  | 428  | -170 | 59   | 0     | 1994–1996            |
| 30.                            | Maddogs München                                  | 1  | 44   | 17  | 18 | 9   | 110  | 84   | +26  | 53   | 0     | 1994                 |
| 31.                            | ESG Füchse Sachsen Weißwasser                    | 2  | 94   | 17  | 8  | 69  | 215  | 418  | -203 | 46   | 0     | 1994–1996            |
| 32.                            | SC Riessersee                                    | 1  | 50   | 16  | 4  | 30  | 147  | 213  | -66  | 37   | 0     | 1995/96              |
| 33.                            | Wölfe Freiburg                                   | 1  | 52   | 11  | 0  | 41  | 142  | 241  | -99  | 34   | 0     | 2003/04              |
| Stand: Nach der Saison 2024/25 |                                                  |    |      |     |    |     |      |      |      |      |       |                      |

## Erfolgreiche Spieler
Alle Statistiken sind auf dem Stand nach der Saison 2020/21 und berücksichtigen auch Playoff-Spiele.
| Top-Scorer      | Top-Scorer | Top-Scorer | Top-Scorer | Top-Scorer |
| --------------- | ---------- | ---------- | ---------- | ---------- |
| Spieler         | Spiele     | Tore       | Assists    | Punkte     |
| Daniel Kreutzer | 1060       | 270        | 529        | 799        |
| Robert Hock     | 888        | 249        | 537        | 786        |
| Patrick Reimer  | 975        | 364        | 413        | 777        |
| Michael Wolf    | 782        | 337        | 321        | 658        |
| Daniel Pietta   | 825        | 214        | 438        | 652        |

| Top-Torschützen    | Top-Torschützen | Top-Torschützen | Top-Torschützen | Top-Torschützen |
| ------------------ | --------------- | --------------- | --------------- | --------------- |
| Spieler            | Spiele          | Tore            | Assists         | Punkte          |
| Patrick Reimer     | 975             | 364             | 413             | 777             |
| Michael Wolf       | 782             | 337             | 321             | 658             |
| Sebastian Furchner | 1073            | 294             | 307             | 601             |
| Thomas Greilinger  | 843             | 285             | 358             | 643             |
| Daniel Kreutzer    | 1060            | 270             | 529             | 799             |

| Top-Vorlagengeber | Top-Vorlagengeber | Top-Vorlagengeber | Top-Vorlagengeber | Top-Vorlagengeber |
| ----------------- | ----------------- | ----------------- | ----------------- | ----------------- |
| Spieler           | Spiele            | Tore              | Assists           | Punkte            |
| Robert Hock       | 888               | 249               | 537               | 786               |
| Daniel Kreutzer   | 1060              | 270               | 529               | 799               |
| Daniel Pietta     | 825               | 214               | 438               | 652               |
| Patrick Reimer    | 975               | 364               | 413               | 777               |
| John Chabot       | 435               | 127               | 394               | 532               |

| Rekordspieler      | Rekordspieler | Rekordspieler | Rekordspieler | Rekordspieler |
| ------------------ | ------------- | ------------- | ------------- | ------------- |
| Spieler            | Spiele        | Tore          | Assists       | Punkte        |
| Mirko Lüdemann     | 1197          | 175           | 363           | 538           |
| Sebastian Furchner | 1073          | 294           | 307           | 601           |
| Nikolaus Mondt     | 1060          | 94            | 225           | 319           |
| Daniel Kreutzer    | 1060          | 270           | 529           | 799           |
| Yannic Seidenberg  | 1046          | 177           | 327           | 504           |

| Top-Torhüter         | Top-Torhüter | Top-Torhüter     |
| -------------------- | ------------ | ---------------- |
| Spieler              | Shutouts     | Gegentoreschnitt |
| Felix Brückmann      | 33           | 2,20             |
| Danny aus den Birken | 48           | 2,34             |
| Chris Rogles         | 30           | 2,35             |
| Andrei Trefilow      | 22           | 2,37             |
| Gustaf Wesslau       | 17           | 2,45             |

| Strafminuten    | Strafminuten |
| --------------- | ------------ |
| Spieler         | Strafminuten |
| Sven Felski     | 1806         |
| Daniel Kreutzer | 1548         |
| Tomáš Martinec  | 1540         |
| Robert Leask    | 1534         |
| Mike Stevens    | 1401         |

|  |  |  |

## Gremien und Organisation
Das höchste DEL-Entscheidungsgremium ist die Gesellschafterversammlung, in der die Klubs jeweils eine Stimme haben. In diesen Versammlungen werden unter anderem auch die DEL-Geschäftsführung (Geschäftsführer ist seit Mai 2000 Rechtsanwalt Gernot Tripcke) und folgende Kommissionen gewählt, die die Geschäftsführung im jeweiligen Aufgabenbereich unterstützen sollen:
| Aufsichtsrat 1) | Rechts- und Wirtschaftskommission | Medien- und Marketingkommission |
| --- | --- | --- |
| Jürgen Arnold, Vorsitzender (ERC Ingolstadt) Daniel Hopp, stellv. Vorsitzender (Adler Mannheim) Wolfgang Brück (Iserlohn Roosters) Lothar Sigl (Augsburger Panther) | Jan Kienappel, Vorsitzender (Eisbären Berlin) Wolfgang Brück (Iserlohn Roosters) Torsten Hofmann (EHC Red Bull München) Michael Huber (ERC Ingolstadt) Klaus Sturm (Eisbären Berlin) Hiltrud D. Werner (Grizzlys Wolfsburg) | Moritz Hillebrand, Vorsitzender (Eisbären Berlin) Leo Conti (Augsburger Panther) Wolfgang Gastner (Nürnberg Ice Tigers) Rupert Zamorsky (EHC Red Bull München) Philipp Walter (Kölner Haie) |

### Kooperation mit DEB und DEL2
Seit einer Änderung der DEB-Satzung im April 2015 sind die DEL-Clubs Mitglied des DEB. Daneben besteht ein Kooperationsvertrag mit dem DEB, der gemeinschaftliche Nachwuchsförderung, das Pass- und Schiedsrichterwesen, sowie die internationale Vertretung regelt. Dadurch ist die DEL auch durch die Internationale Eishockey-Föderation und den Deutschen Olympischen Sportbund anerkannt.
Daneben besteht ein Kooperationsvertrag mit der DEL2. Seit 2021 steigt der Meister der DEL2 in die DEL auf – vorbehaltlich der wirtschaftlichen Lizenzierung. Der Abstieg aus der DEL findet erstmals nach der Saison 2021/22 statt – er wurde wegen der Covid-19-Pandemie 2020/21 ausgesetzt.

## Vermarktung

### Liga-Sponsoren
Die DEL hatte bei ihrer Gründung 1994 mit der Krombacher Brauerei einen Ligensponsor gefunden, der auch in das damalige DEL-Logo integriert wurde. Nach zwei Jahren beendete die Brauerei ihr Engagement. 2003 übernahm die GelbeSeiten Marketing Gesellschaft mbH mit den Gelben Seiten das Liga-Sponsoring. In jeder Halle der DEL waren einige Werbeflächen wie die Kickleiste (unterster Teil der Bande) und eine Untereisfläche im Mitteldrittel für die Gelben Seiten reserviert. Außerdem trugen die Helme der Unparteiischen das entsprechende Logo. Daneben existiert ein Doppellogo DEL/Gelbe Seiten, das auf jeder Vereins-Website zu sehen war. Im März 2006 verlängerte der Telefonbuchverlag seinen Sponsoring-Vertrag bis 2009. Nach sechs Jahren als Hauptsponsor gab die GelbeSeiten Marketing Gesellschaft mbH im Dezember 2009 eine Verlängerung ihres Sponsoring-Engagement bei der DEL bekannt. Für weitere drei Jahre engagierten sie sich als offizieller Premiumpartner. Die Kickleisten in allen Arenen der DEL trugen weiterhin den GelbeSeiten-Schriftzug. Ab Januar 2013 war der Sportwettenanbieter CASHPOINT neuer Hauptsponsor der Liga. Zur Saison 2014/15 wurde X-TiP, erneut ein Sportwettenanbieter, Hauptsponsor.
Ab der Saison 2016/17 wurde Covestro neuer Hauptsponsor der DEL.
Außerdem sind die Unternehmen Azimut (Hotelpartner) und Europcar (Mobilitätspartner und Sponsor auf den Schiedsrichter-Trikots) Sponsoring-Partner der DEL. Die WestLB unterstützt durch die „WestLB Fairplay-Trophy“ die DEL. Nach der Saison erhält das Team, an das die wenigsten Strafzeiten vergeben wurden, eine Prämie von 10.000 Euro für die Nachwuchsförderung.
Der Internetauftritt der DEL wurde bis 2016/17 durch die Gelben Seiten und zusätzlich von ea-sports gesponsert und mit Einstieg der Deutschen Telekom als Partner in telekomeishockey.de umbenannt. Zur Saison 2017/18 wurde wieder die URL www.del.org genutzt.
Im Juli 2020 wurde der Name der Liga, im Rahmen einer Partnerschaft mit dem Discounter PENNY, zu „PENNY DEL“ abgeändert. Penny ist der erste Namenssponsor der Liga, passend dazu wurde auch das Logo der Liga angepasst, so findet sich nun auch das Logo der Penny-Markt GmbH dort wieder.

### Logohistorie

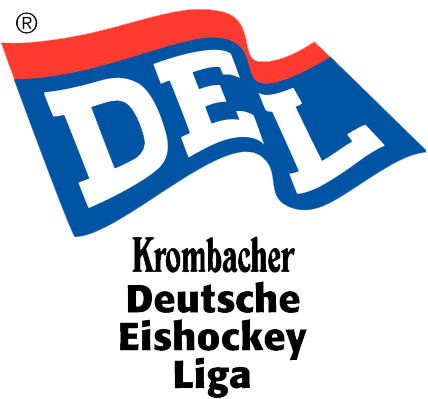
Saison 1994/95
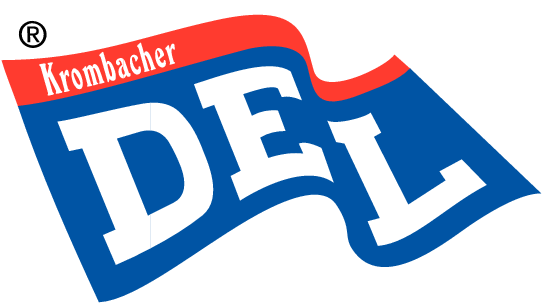
Saison 1995/96
1997–2011
2001–2011
Logo ohne Sponsorenzusatz (2019–2020)
Aktuelles Logo

### Bewegtbild-Rechte
Den ersten Fernsehvertrag schloss die DEL 1994 mit dem Bezahlfernsehen-Sender Premiere. Nach der Unabhängigkeit vom Verband 1996 wechselte die DEL zum Premierekonkurrenten DF1. Dieser fusionierte 1999 mit Premiere zu Premiere World, ab 2009 Sky Deutschland. Die Pay-TV-Rechte der DEL lagen bis 2012 bei Sky. Zuletzt wurden in der Hauptrunde wöchentlich mindestens zwei Partien übertragen; in den Playoffs wurde in jeder Runde mindestens ein Spiel, ab dem Halbfinale alle Spiele übertragen.
Dazu wurden bis 2003 Spiele im frei empfangbaren Deutschen Sport-Fernsehen (DSF, heute Sport1) gesendet. Von 2009 bis 2012 wurden vereinzelt Spiele über den Free-TV-Sender Eurosport ausgestrahlt, in der Saison 2011/12 letztmals acht Spiele. Auf der Liga-eigenen Internet-Plattform DEL TV wurden seit der Saison 2005/06 Spiel-Zusammenfassungen gesendet. ARD, ZDF, die dritten Programme, ProSiebenSat.1 Media, n-tv und einige Regionalsender haben Nachverwertungsrechte, wobei Bildmaterial von der DEL geliefert wird.
Von 2012 bis 2016 wurde die DEL über den österreichischen Privatsender Servus TV gesendet. Ein Sonntagsspiel wurde live auf Servus TV gezeigt, dazu Ausschnitte der anderen Partien des Spieltags. Freitags übertrug laola1.tv per Live-Stream Spiele.
Seit der Saison 2016/17 hält die Deutsche Telekom für vier Spielzeiten, plus Option für vier weitere Jahre bis 2023/24, die Medienrechte von der DEL. Dafür zahlt die Telekom pro Saison eine Million Euro. Alle Spiele der Liga sind über MagentaTV mit Magenta-Sport-Option sowie per Live-Stream auf Magenta Sport zu sehen. Im April 2016 erwarb Sport 1 von der Deutschen Telekom die Free-TV Rechte und übernahm die Ausstrahlung bis 2020 in Kooperation mit Telekom Entertain.

### Namenssponsoring
Seit Einführung der DEL 1994, als sich viele Mannschaften Tiernamen gaben, benannte sich der Frankfurter ESC nach einem Schokoriegel des Sponsors Nestlé (Lions). Am 1. März 2002 wurde auch bei der Düsseldorfer EG mit der Metro AG ein Namenssponsor vorgestellt, nachdem der Club zuvor ständigen Belastungen durch hohe Altschulden ausgesetzt war. Die Mannschaft spielte bis zum Ende der Saison 2011/12 unter dem Namen DEG Metro Stars. Die Nürnberg Ice Tigers traten in den Spielzeiten 2006/07 und 2007/08 als Sinupret Ice Tigers auf und sind damit der erste DEL-Club, der ganz auf den Ortsnamen verzichtet. Zwischen Mai 2009 und Mai 2020 ging die Mannschaft unter dem Namen Thomas Sabo Ice Tigers an den Start. Der EHC München tritt seit 2012 als EHC Red Bull München auf, 2013 übernahm Red Bull auch die EHC München Spielbetriebs GmbH.

## Veranstaltungen
Neben dem normalen Liga-Spielbetrieb veranstaltete die DEL zeitweise ein All-Star-Game und zusammen mit der ESBG und dem DEB den deutschen Eishockey Pokal.

### DEL Winter Game
Die Idee zu einer solchen Veranstaltung stammt vom nordamerikanischen NHL Winter Classic, wo seit 2008 einmal jährlich am 1. oder 2. Januar in einem American-Football- oder Baseball-Stadion gespielt wird. Das erste DEL Winter Game fand am 5. Januar 2013 im ausverkauften Stadion Nürnberg vor 50.000 Zuschauern statt, was einen neuen Europarekord für ein Eishockeyligaspiel darstellte. Hierbei traten die heimischen Thomas Sabo Ice Tigers gegen den Rekordmeister Eisbären Berlin an (Endstand 4:3). Das zweite Winter Game am 10. Januar 2015 wurde mit 51.125 Zuschauern knapp besser besucht. In der Düsseldorfer Arena besiegte die DEG die Kölner Haie mit 3:2.
Die dritte Auflage des Winter Games fand am 7. Januar 2017 in der Rhein-Neckar-Arena in Sinsheim zwischen den Schwenninger Wild Wings und den Adler Mannheim statt (Endstand 3:7). Im Jahr 2019 kam es am 12. Januar zu einer vierten Veranstaltung, diesmal trafen im Kölner Stadion die Kölner Haie und die Düsseldorfer EG aufeinander (Endstand 2:3).
Die fünfte Austragung des Winter Game wurde wegen der Covid-19-Pandemie mehrmals verschoben. Schließlich fand es am 3. Dezember 2022 erneut im Kölner Rheinenergiestadion statt. Die Kölner Haie gewannen erstmals ein Winter Game. Vor über 40.000 Zuschauern gewannen die Haie gegen die Adler Mannheim mit 4:2.

### All-Star-Game
Das DEL All-Star Game wurde erstmals 1998 in Frankfurt ausgetragen. Diese Veranstaltung, bei der im üblichen Format eine Auswahl der besten europäischen DEL-Spieler gegen die besten Nordamerikaner antrat, fand jährlich statt. Von 1998 bis 2006 spielte die deutsche Eishockeynationalmannschaft gegen die besten Ausländer der Liga. Neben dem Freundschaftsspiel fanden am Veranstaltungsort einige andere Aktionen wie die so genannten „Skills Competition“ (Wettbewerbe zur Ermittlung der schnellsten Skater, pucksichersten Spieler usw.) und eine Autogrammstunde statt. Das bislang letzte All-Star-Game gewannen die Nordamerikaner am 31. Januar 2009 in Berlin mit 9:8 Toren gegen das Team Europa.

### Deutscher Eishockeypokal
In Kooperation mit DEL und ESBG wurde zwischen 2002 und 2009 ein Pokal-Wettbewerb ausgetragen.
Mehrfach wurde über die Abschaffung dieses Wettbewerbs nachgedacht, da er, dadurch, dass viele Spiele unter der Woche stattfinden und der Wettbewerb keinen sportlichen Mehrwert habe, bei einigen DEL-Vereinen als unattraktiv galt. Trotz des Antrages der Hamburg Freezers im November 2007, den Pokalwettbewerb in der Saison 2008/09 auszusetzen, wurde dieser in derselben Saison mit einem etwas geänderten Modus durchgeführt. Für die Saison 2009/10 wurde die Teilnahme der DEL-Clubs aufgrund der Olympischen Spiele in Vancouver und der WM im eigenen Land ausgesetzt. Von 2010 bis 2013 wurde der Pokal ohne Beteiligung von Mannschaften der DEL ausgetragen.

### Magenta Sport Cup
In der Saison 2021/22 wurde in der Vorbereitung auf die durch die Covid-19-Pandemie verschobene Saison der Magenta Sport Cup ausgetragen. Acht Mannschaften spielten dabei in zwei regionalen Gruppen. Sieger wurde der EHC Red Bull München.

### eDEL
In Zusammenarbeit mit der deutschen Telekom startete die DEL im November 2019 die erste offizielle virtuelle Eishockey-Liga. Gespielt wurde auf der PlayStation 4 mit dem Videospiel NHL 20.
Die eDEL veranstaltete zunächst sogenannte Qualifikationsturniere, in denen die besten 16 Spieler auserkoren werden. Diesen fanden ab November 2019 wöchentlich statt. Die Turniere wurden im klassischen K.-o.-System ausgetragen. Die Gewinner der einzelnen Turniere erhalten von der Telekom sowie den Clubs der DEL und der Ligagesellschaft bereitgestellte Preise und sichern sich gleichermaßen die Teilnahmemöglichkeit an den eDEL Playoffs. Weitere Preise gehen an den Zweit- und Drittplatzierten sowie einen zufällig ausgelosten Teilnehmer.
In den Playoffs werden dann die besten vier Spieler ausgespielt, die dann zum Offline-Finalturnier eingeladen wurden. Die Playoffs fanden im Best-of-3-Modus statt.
Am 1. März 2020 wurde während der Partie zwischen den Kölner Haien und den Straubing Tigers zwischen drei Spielern der eDEL-Sieger ausgespielt. In diesem Offline-Turnier konnte sich Tim Timasy Heß als erster eDEL-Champion krönen. In der zweiten Saison verteidigte Heß seinen Titel im Finale gegen Kevin Keuschemisch Berg. Im Jahr 2022 wurde die dritte eDEL-Saison ausgespielt, in der Kevin Berg für die Adler Mannheim seinen ersten eDEL-Titel gewann. Nach einem Jahr Pause krönte sich Tim Heß mit seinem Partner Manuel XxManU8311Xx Engels zum dritten Mal zum virtuellen deutschen Meister.